# Изопроцессы
Изопроце́ссы — термодинамические процессы, во время которых количество вещества и один из параметров состояния: давление, объём, температура или энтропия — остаётся неизменным.
Так, неизменному давлению соответствует изобарный процесс, объёму — изохорный, температуре — изотермический, энтропии — изоэнтропийный (например, обратимый адиабатический процесс). Линии, изображающие данные процессы на какой-либо термодинамической диаграмме, называются изобара, изохора, изотерма и адиабата соответственно. Изопроцессы являются частными случаями политропного процесса.

## Изобарный процесс
Изоба́рный (или изобари́ческий) проце́сс (от др.-греч. ἴσος «равный» и βάρος «тяжесть, вес») — процесс изменения состояния термодинамической системы при постоянном давлении ({\displaystyle P=\mathrm {const} }).
Зависимость объёма газа от температуры при неизменном давлении была экспериментально исследована в 1802 году Жозефом Луи Гей-Люссаком.
Закон Гей-Люссака: При постоянном давлении и неизменных значениях массы идеального газа и его молярной массы, отношение объёма газа к его абсолютной температуре остаётся постоянным: V/T = const.
Линия, изображающая изобарный процесс на диаграмме, называется изобарой.

## Изохорный процесс
Изохо́рный (или изохори́ческий) проце́сс (от др.-греч. ἴσος «равный» и χώρος «[занимаемое] место») — процесс изменения состояния термодинамической системы при постоянном объёме ({\displaystyle V=\mathrm {const} }). Для идеальных газов изохорический процесс описывается законом Шарля: для данной массы газа при постоянном объёме, давление прямо пропорционально температуре:
{\displaystyle {\frac {P}{T}}=\mathrm {const} .}
Линия, изображающая изохорный процесс на диаграмме, называется изохорой.
Подведённая к газу теплота Q в изохорном процессе расходуется на изменение внутренней энергии U газа. Так, для одноатомного идеального газа
Q = ΔU = 3⁄2νRT = 3⁄2V·ΔP,
где R — универсальная газовая постоянная, 
ν — количество молей газа,
T — абсолютная температура в кельвинах,
V — объём газа,
ΔP — приращение давления.

## Изотермический процесс
Изотерми́ческий проце́сс (от др.-греч. ἴσος «равный» и θέρμη «жар») — процесс изменения состояния термодинамической системы при постоянной температуре ({\displaystyle T=\mathrm {const} }). Изотермический процесс в идеальных газах описывается законом Бойля — Мариотта:
При постоянной температуре и неизменных значениях массы газа и его молярной массы, произведение объёма газа на его давление остаётся постоянным: PV = const.

## Изоэнтропийный процесс
Изоэнтропи́йный проце́сс — процесс изменения состояния термодинамической системы при постоянной энтропии ({\displaystyle S=\mathrm {const} }). Изоэнтропийным является, например, обратимый адиабатический процесс: в таком процессе не происходит теплообмена с окружающей средой. Идеальный газ в таком процессе описывается следующим уравнением:
{\displaystyle pV^{\gamma }=\mathrm {const} ,}
где γ — показатель адиабаты, определяемый типом газа.